# Eudicella aethiopica
Eudicella aethiopica är en skalbaggsart som beskrevs av Müller 1941. Eudicella aethiopica ingår i släktet Eudicella och familjen Cetoniidae. Inga underarter finns listade i Catalogue of Life.